# Mjortvyje dusji (film fra 1960)
Mjortvyje dusji (russisk: Мёртвые души, da.: Døde sjæle) er en sovjetisk spillefilm fra 1960 af instrueret af Leonid Trauberg.
Filmen er baseret på Bulgakovs dramatisering af Gogols historie Døde sjæle fra 1842, der blev sat op på Moskva kunstnerteater i 1932.
Filmen blev på Monte Carlo International Television Film Festival i 1961 tildelt kritikerprisen.

## Handling
En pensioneret embedsmand Tjitjikov ankommer til en provinsby og udtænker en smart økonomisk fidus.  I zartidens Rusland betalte godsejerne skat af alle deres livegne, også de døde. Embedsmanden tilbyder byens spidser at opkøbe de "døde sjæle", hvilket bringer en hel del forlegenhed i det stille liv i den russiske provins ...

## Medvirkende
- Vladimir Belokurov - Tjitjikov
- Viktor Stanitsyn
- Boris Livanov - Nozdrjov
- Aleksej Gribov - Sobakevitj
- Anastasija Zujeva - Korobotjka
- Jurij Nikulin